# David Smith (homme politique canadien)
Pour les articles homonymes, voir David Smith et Smith.
David Smith (né le 25 septembre 1963) est un directeur d'entreprise, fonctionnaire et homme politique fédéral du Québec.

## Biographie
Il devient député du Parti libéral du Canada dans la circonscription fédérale de Pontiac en 2004, il avait précédemment remporté l'investiture libérale de Pontiac face au député sortant Robert Bertrand. Il est défait par le conservateur Lawrence Cannon lors de élections de 2006.
Il sert également comme conseiller municipal de Maniwaki.